# Йотене (комуна)
Комуна Йотене (швед. Götene kommun) — адміністративно-територіальна одиниця місцевого самоврядування, що розташована в лені Вестра-Йоталанд у південно-західній Швеції.
Йотене 165-а за величиною території комуна Швеції. Адміністративний центр комуни — місто Йотене.

## Населення
Населення становить 13 092 чоловік (станом на вересень 2012 року). 
| Кількість населення комуни Йотене за 1970-2010 роки | Кількість населення комуни Йотене за 1970-2010 роки | Кількість населення комуни Йотене за 1970-2010 роки | Кількість населення комуни Йотене за 1970-2010 роки | Кількість населення комуни Йотене за 1970-2010 роки |
| --------------------------------------------------- | --------------------------------------------------- | --------------------------------------------------- | --------------------------------------------------- | --------------------------------------------------- |
| Рік                                                 |                                                     |                                                     | Населення                                           |                                                     |
| 1970                                                | 1970                                                |                                                     | 11 910                                              | 11 910                                              |
| 1975                                                | 1975                                                |                                                     | 12 303                                              | 12 303                                              |
| 1980                                                | 1980                                                |                                                     | 12 854                                              | 12 854                                              |
| 1985                                                | 1985                                                |                                                     | 13 091                                              | 13 091                                              |
| 1990                                                | 1990                                                |                                                     | 13 498                                              | 13 498                                              |
| 1995                                                | 1995                                                |                                                     | 13 718                                              | 13 718                                              |
| 2000                                                | 2000                                                |                                                     | 13 016                                              | 13 016                                              |
| 2005                                                | 2005                                                |                                                     | 12 879                                              | 12 879                                              |
| 2010                                                | 2010                                                |                                                     | 13 223                                              | 13 223                                              |
| Джерело: SCB                                        |                                                     |                                                     |                                                     |                                                     |

## Населені пункти
Комуні підпорядковано 4 міські поселення (tätort) та низка сільських, більші з яких:
- Йотене (Götene)
- Геллечіс (Hällekis)
- Челльбю (Källby)
- Лундсбрунн (Lundsbrunn)
- Орнес (Årnäs)
- Естеренґ (Österäng)

## Галерея

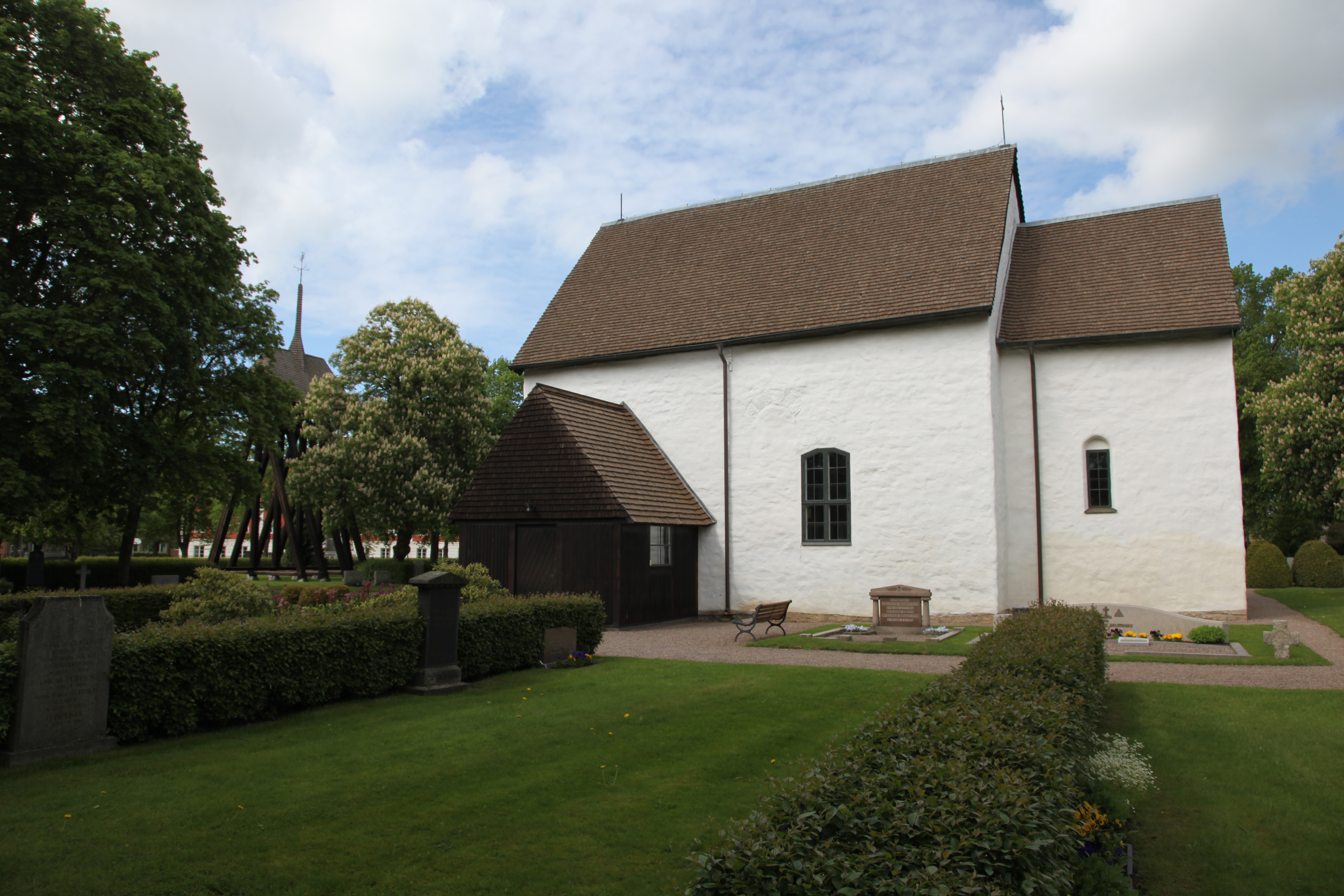
Церква (Йотене)
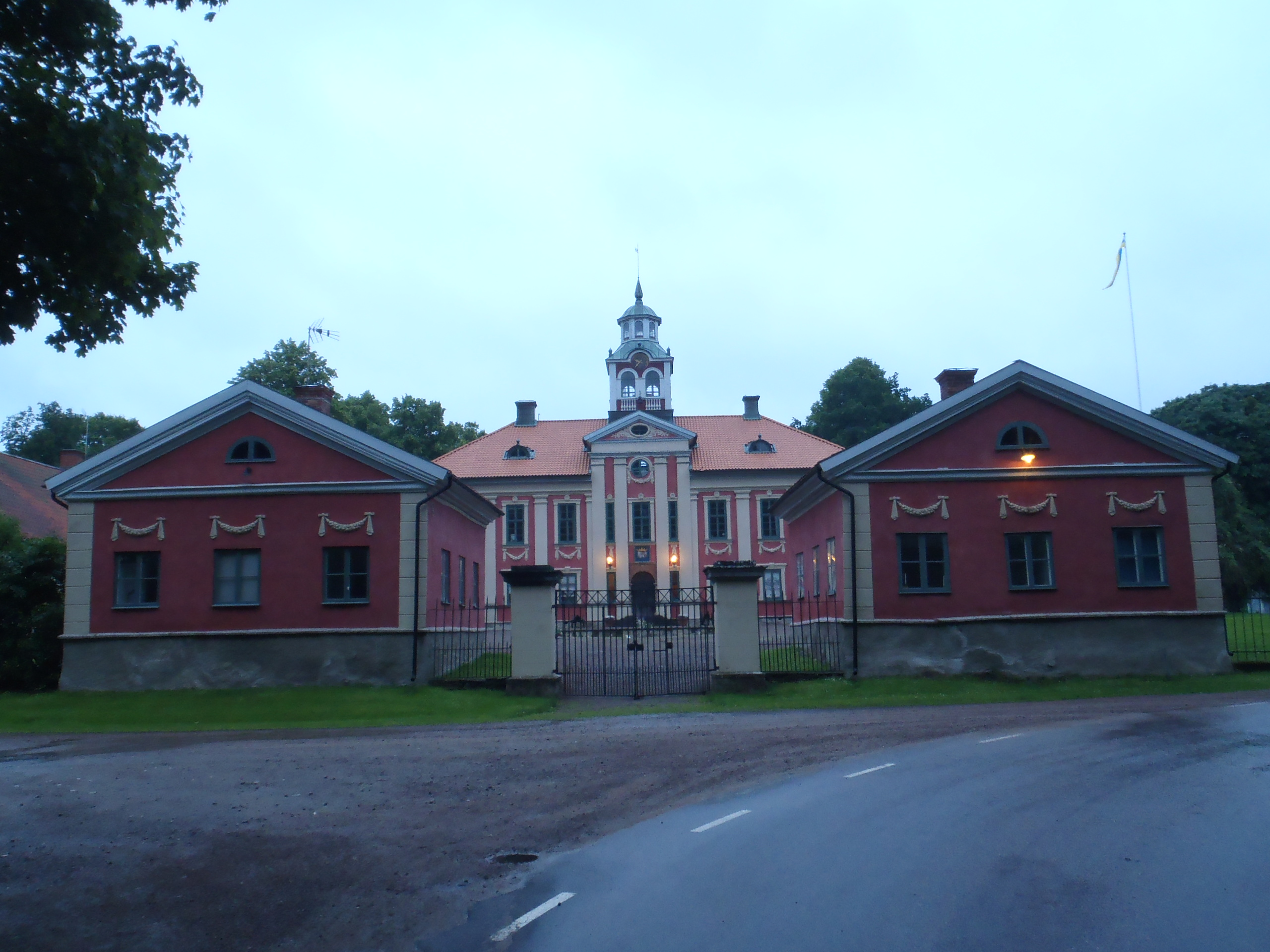
Замок Марієдаль
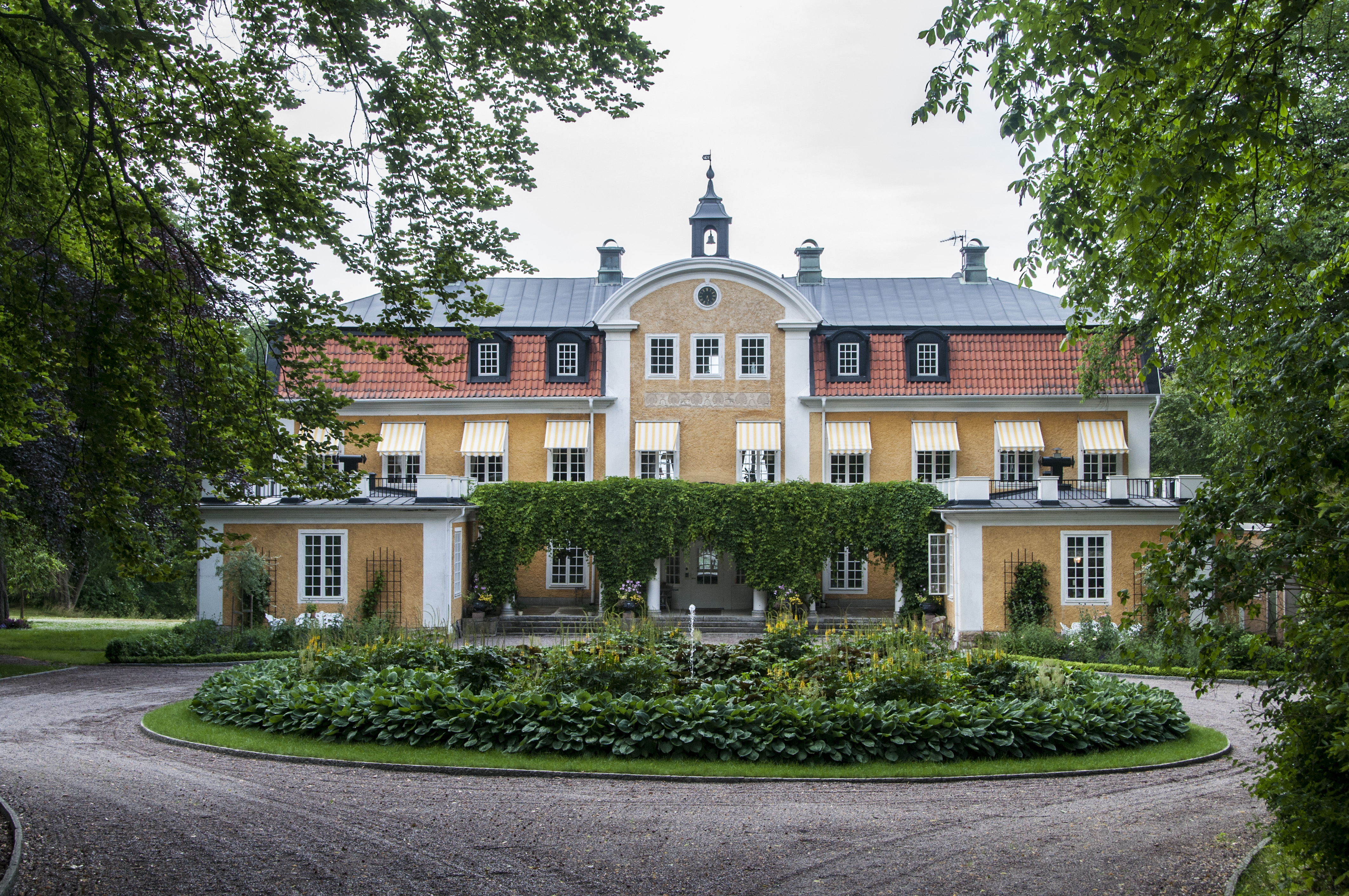
Садиба Робек

## Виноски
1. ↑  Folkmangd i riket, lan och kommuner (шв.) . Центральне бюро статистики Швеції. Архів оригіналу за 20 серпня 2013. Процитовано 23 лютого 2013.